# ジェネック
株式会社ジェネックは、福岡県北九州市門司区に本社を置く、主として港湾運送事業・内航セメント輸送事業・外航海運事業等を行う物流会社。日本郵船の子会社である。

## 沿革
- 1949年3月 合資会社村本組の港湾運送部門を母体として北九州運輸株式会社を設立。
- 1997年12月 本社事務所を門司港レトロスクエアセンタービル（北九州市門司区港町9番11号）5階に移転。（後に施設改装に伴い3階へ移転）
- 2002年10月 社名を株式会社ジェネックに変更。
- 2004年5月　環境マネジメントシステムの国際規格であるISO14001の認証を、福岡支店にて取得。
- 2007年5月 太刀浦事業所にて、JISHA方式 労働安全衛生マネジメントシステム（OSHMS）適格認定を取得。

## 事業内容
- 港湾運送事業
- 内航海運業
- 貨物自動車運送事業
- 貨物運送取扱事業
- 倉庫業
- 通関業
- 海運代理店業
- 海運仲立業
- 航空運送代理店業
- 産業廃棄物収集運搬業

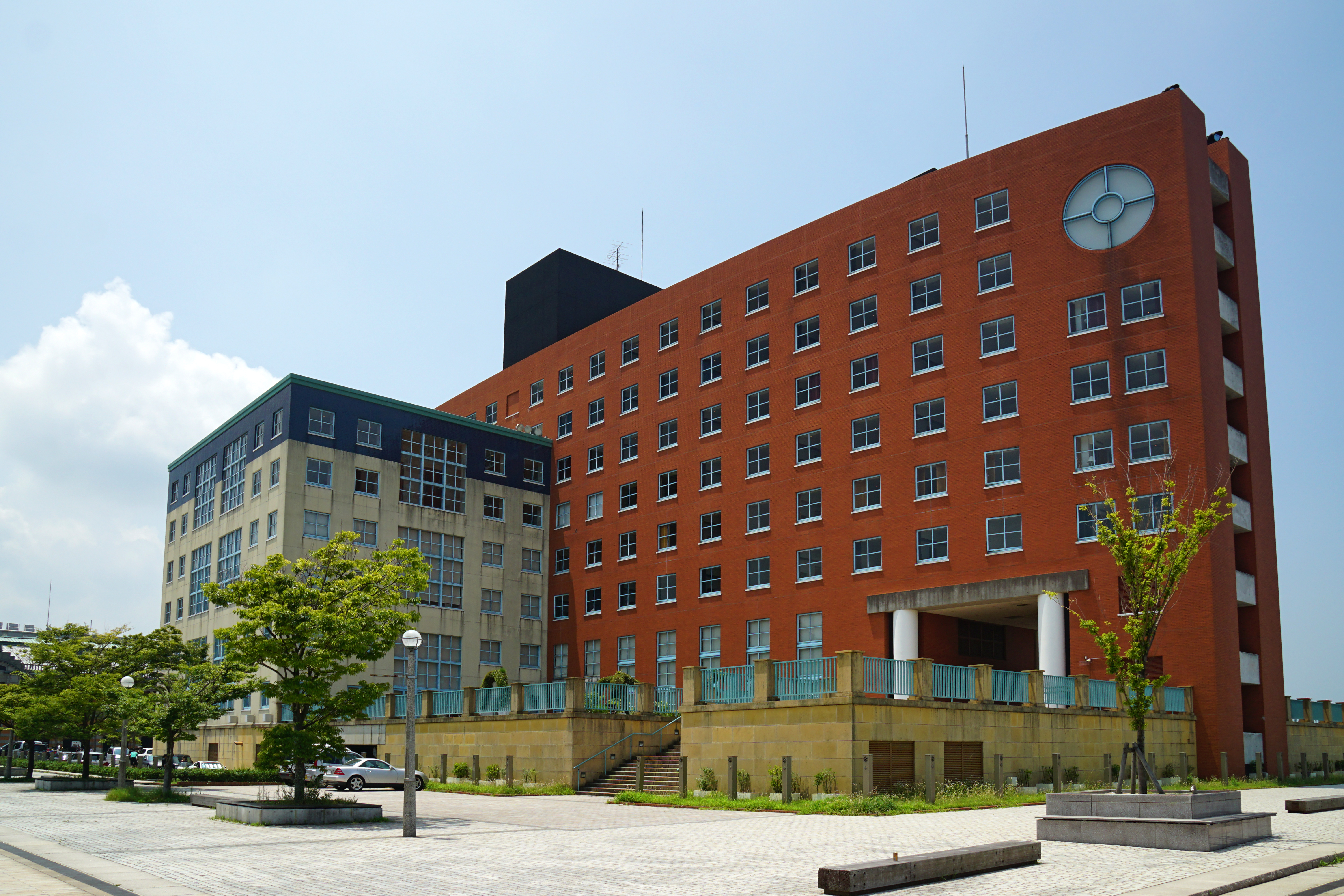
門司港レトロスクエアセンタービル（プレミアホテル門司港と同一建物、白い外壁部分）

- 電子機器及び部材、機械器具、金型、輸送機器の輸出入又は国内売買
- 輸送機器の輸出入又は国内売買
- 不動産の売買及び賃貸

## グループ企業
- 九州産業運輸株式会社
- 末広海運株式会社
- 東洋港運株式会社
- 株式会社アジアパシフィックマリン